# Frans van Montmorency (1530-1579)
Frans van Montmorency (?, 17 juni 1530 - Écouen, 6 mei 1579) was een Frans militair.

## Biografie
Frans van Montmorency was de oudste zoon van Anne van Montmorency en van Magdalena van Savoye. Evenals zijn vader was hij militair. Hij streed in Piëmont en verdedigde Terwaan tegen de keizerlijke troepen. In 1556 werd Frans stadhouder van Île-de-France.
Door zijn gematigde houding ten opzichte van de protestanten haalde hij zich de vijandschap van de Guises op de hals en ontsnapte hij ternauwernood aan de slachting tijdens de Bartholomeusnacht. In 1574 werd hij opgesloten in de Bastille Saint-Antoine, maar kwam het jaar nadien vrij, aangezien Catharina de' Medici zijn hulp nodig had in haar strijd tegen Frans van Anjou.

## Huwelijk
Frans was gehuwd met Diana van Valois, een onechte dochter van Hendrik II bij Diane de Poitiers, maar hij stierf kinderloos.